# Yasmina Khadra

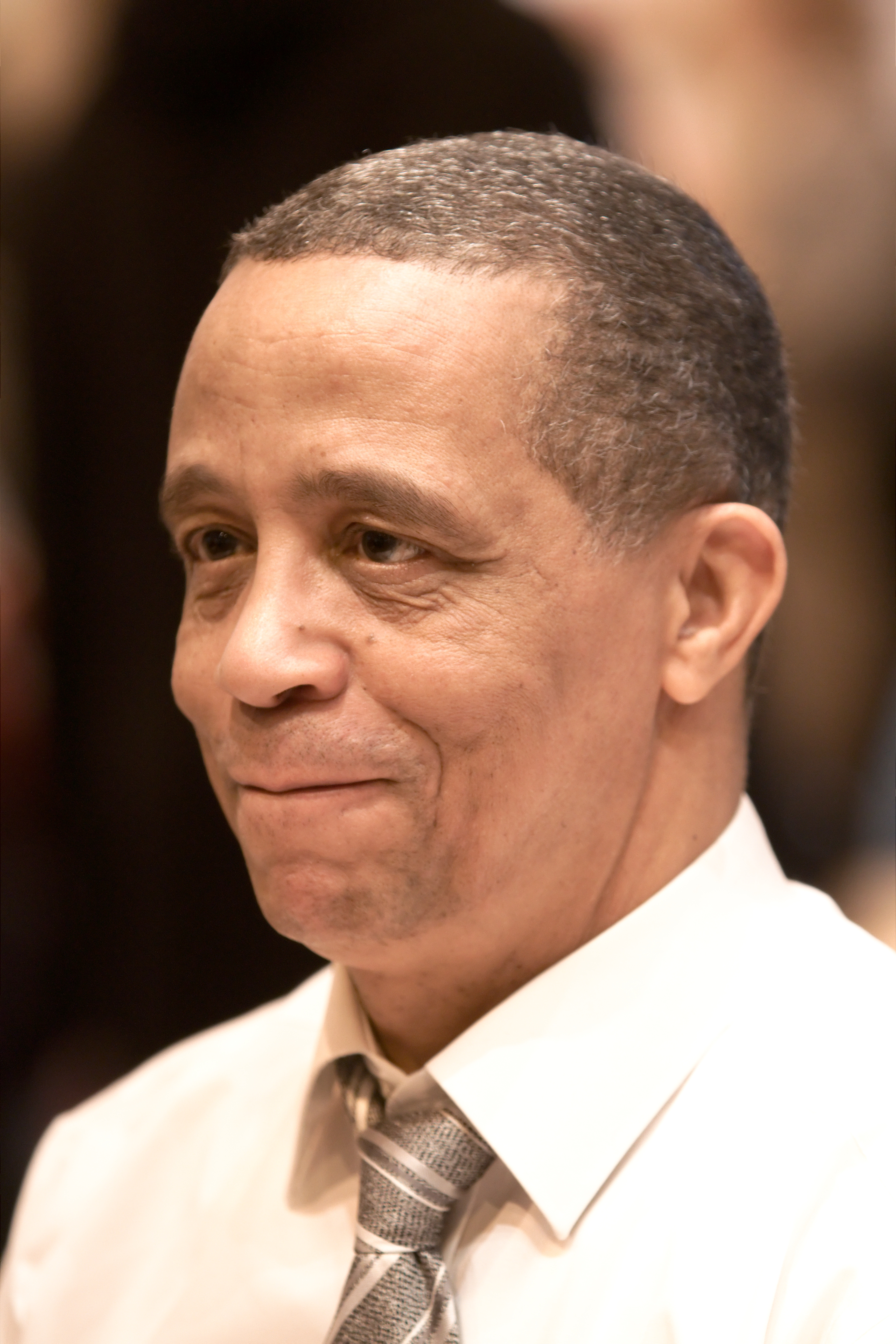
Yasmina Khadra (2010)

Yasmina Khadra (Arabisch: ياسمينة خضراء, wat betekent 'groen jasmijn') is het pseudoniem van de Algerijnse schrijver Mohammed Moulessehoul (Kenadsa, 10 januari 1955, Wilaya van Béchar in de Algerijnse Sahara). Zijn boeken zijn vertaald in meer dan 22 landen.

## Biografie
Moulessehoul koos in 1997 met de roman Morituri het schrijven onder een pseudoniem. Voor verschillende redenen deed hij dat, waaronder het onderduiken. Het geeft hem de mogelijkheid zich te distantiëren van zijn militaire verleden en brengt hem dichter bij zijn favoriete thema: onverdraagzaamheid. Hij koos ervoor Algerijnse vrouwen te huldigen en vooral zijn vrouw, met haar twee namen: Yasmina Khadra. Khadra onthult zijn mannelijke identiteit in 2001 met de publicatie van zijn autobiografische roman De schrijver (L'Écrivain) en zijn hele identiteit in L'imposture des mots in 2002.
Hij verwierf internationale bekendheid met zijn thrillers over commissaris Brahim Llob: Morituri, Double Blanc en L'Automne des chimères (Morituri werd verfilmd in 2007 door Okasha Touita).
Khadra illustreert ook de dialoog van doven tussen Oost en West met de drie romans Les Hirondelles de Kaboul, die het verhaal vertelt van twee koppels Afghanen onder het Taliban-regime; L'Attentat, waarin de Arabische arts Amine, goed geïntegreerd in de Israëlische samenleving, probeert de waarheid over de zelfmoord van zijn vrouw te achterhalen; Les Sirènes de Bagdad beschrijft de verwarring van een jonge Iraakse bedoeïne tot wanhoop gedreven door de opeenstapeling van blunders begaan door Amerikaanse troepen.

## Boeken
- Amen, 1984
- Houria, 1984
- La Fille du pont, 1985
- El Kahira - cellule de la mort, 1986
- De l'autre côté de la ville, 1988
- Le Privilège du phénix, 1989
- Le Dingue au bistouri, 1990
- La Foire des enfoirés, 1993
- Morituri, 1997
- L'Automne des chimères, 1998
- Double blanc, 1998
- Les Agneaux du Seigneur, 1998
- À quoi rêvent les loups, 1999
- L'Écrivain, 2001
- L'Imposture des mots, 2002
- Les Hirondelles de Kaboul, 2002
- Cousine K, 2003
- La Part du mort, 2004
- La Rose de Blida, 2005
- L'Attentat, 2005
- Sirènes de Bagdad, 2006
- Le Quatuor algérien : Morituri, Double blanc, L'Automne des chimères, La Part du mort, 2008
- Ce que le jour doit à la nuit, 2008
- Les Vertueux, Mialet-Barrault, 2022

## Litteraire prijzen
- 2004 - Prix du Meilleur Polar Francophone voor La Part du mort.
- 2005 - Prix littéraire Beur FM Méditerranée voor La Part du mort.
- 2006 - Prix Découverte, Prix Tropiques en Prix des libraires (Franse Boekhandels Prijs) voor L'attentat.